# Dafne Keen

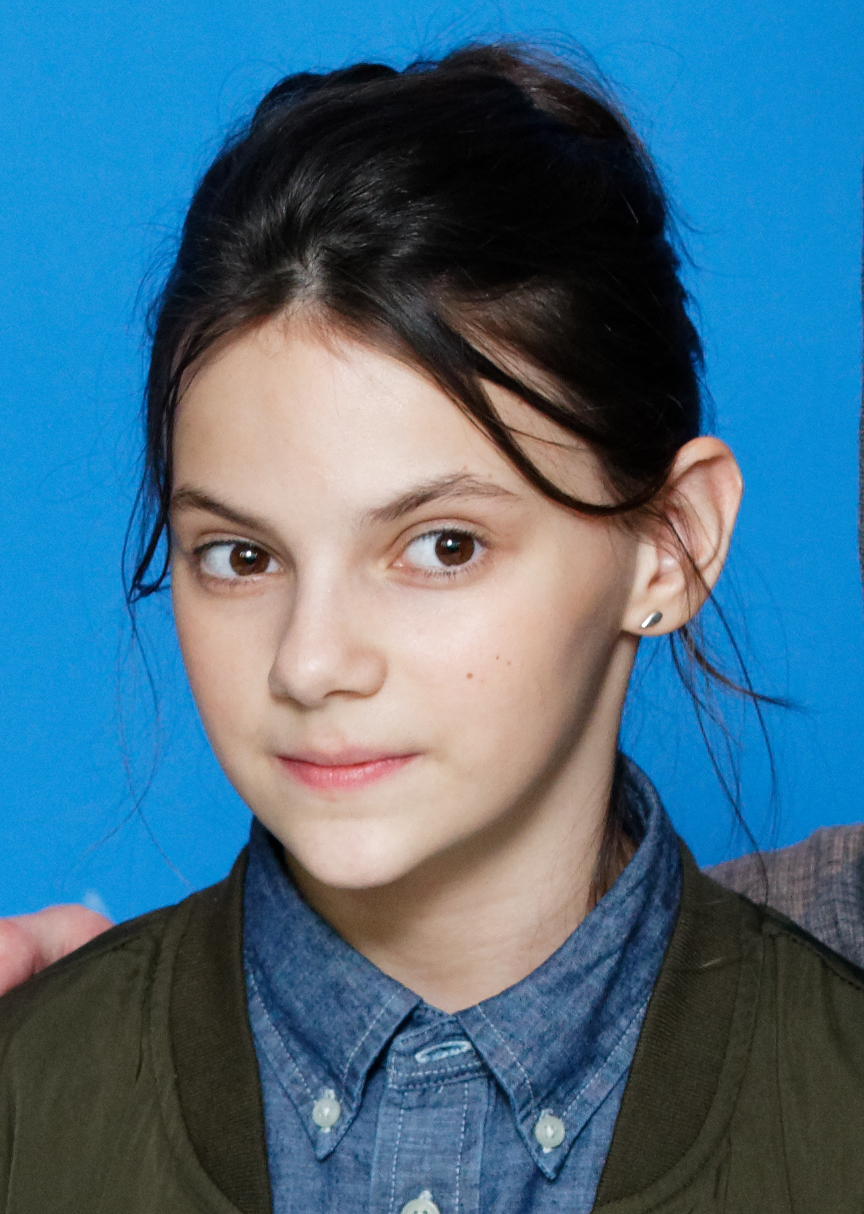
Dafne Keen (2017)

Dafne Keen Fernández (ur. 4 stycznia 2005 w Madrycie) –  angielsko-hiszpańska aktorka, która wystąpiła w jednej z głównych ról w filmie Logan: Wolverine.

## Życiorys
Jest córką angielskiego aktora Willa Keena i hiszpańskiej aktorki, reżyser i scenarzystki Maríi Fernández Ache.

## Filmografia
| Rok       | Tytuł                                 | Rola                  | Uwagi                  |
| --------- | ------------------------------------- | --------------------- | ---------------------- |
| 2014–2015 | The Refugees                          | Ana "Ani" Cruz Oliver | gł. rola; 7 odc.       |
| 2017      | Logan: Wolverine (Logan)              | Laura                 | film; gł. rola         |
| 2019–2022 | Mroczne materie (His Dark Materials)  | Lyra Belacqua         | serial TV; gł. rola    |
| 2020      | Ana                                   | Ana                   | film; gł. rola         |
| 2024      | Gwiezdne wojny: Akolita (The Acolyte) | Jecki Lon             | serial; w gł. obsadzie |
| 2024      | Deadpool & Wolverine                  | Laura / X-23          | film, rola drugopl.    |